# Vetoni

Poziția vetonilor în Peninsula Iberică

Vetonii (în greacă Ouettones) au fost un grup etnic care a populat regiunea centrală a Peninsulei Iberice înainte de cucerirea romană. Este posibil ca vetonii să fi fost înrudiți cu celții.